# 満井春香
満井 春香（みつい はるか）は、日本の漫画家。血液型はA型。

## 来歴
2014年、「番犬ヒーロー」が第35回デザート新人まんが大賞優秀賞を受賞し、『デザート』（講談社）2014年9月号に掲載されデビュー。
2015年3月に『あたし、キスした。』シリーズの1作目である「ボーダーライン」が『デザート』5月号に掲載され、シリーズの発表を開始。同作から作風を変えたことにより（後述）、読者から好評を受け、満井の初の単行本となる同作の第1巻は発売後に即重版となった。
2017年1月に初の連載となる『放課後、恋した。』を『デザート』3月号より連載開始。
満井は 『はいからさんが通る』に影響を受けており、「少女漫画に絶対必要な心をグッとつかまれる感情を教えてもらった」といい、『デザート』2017年12月号別冊付録の『はいからさんが通る トリビュート特別別冊』では、同作への思いについて寄稿している。
2020年11月、『なかよし』（同）12月号から4人の幼なじみとの関係を描いた『どうせ、恋してしまうんだ。』の連載を開始。

## 作風

### テーマ
「青春ストーリー」をテーマとした作品を発表している。

### 画風の変化
投稿時代は感覚で漫画を描いていた満井であったが、デビュー後は担当編集者から「個性がない」と指摘され、悩んだ末にフルデジタルで行っていた作画をアナログに戻す。その際に背景にもリアリティーを求めるため、担当編集者とともにロケハンに行ったという。『あたし、キスした。』シリーズ以降は「冒頭のつかみ」と「見せ場づくり」を意識した満井は、画面構成を変えており、作品の雰囲気が変化している。この変化後の絵が満井の作品のイメージとなっている。

## 作品リスト

### 漫画作品
- 凡例
  - 太字は連載作品
  - 〈掲載誌〉D：『デザート』 / THE ：『THEデザート』 / N ：『なかよし』（全て講談社）
  - 〈収録〉あたし1：『あたし、キスした。』第1巻 / あたし2：『あたし、キスした。』第2巻 / 未：単行本未収録

|  | 連載作品 |  | 読切作品 |

|    | 作品名                     | 掲載誌 | 発表年・掲載号              | 収録    | 注記                                                         |
| -- | -------------------------- | ------ | --------------------------- | ------- | ------------------------------------------------------------ |
| 1  | 放課後、恋した。           | D      | 2017年3月号 - 2020年6月号   | —       | 初連載作品。                                                 |
| 2  | どうせ、恋してしまうんだ。 | N      | 2020年12月号 - 連載中       | —       |                                                              |
| 3  | 番犬ヒーロー               | D      | 2014年9月号                 | 未      | デビュー作。                                                 |
| 4  | まっすぐ君へ               | THE    | 2014年11月号                | 未      | デビュー後第1作。                                            |
| 5  | ダイスキのゆくえ           | THE    | 2015年1月号                 | 未      | デビュー後第2作。                                            |
| 6  | ボーダーライン             | D      | 2015年5月号                 | あたし1 | 『あたし、キスした。』シリーズ。 シリーズ第1作。             |
| 7  | キミが僕を知ってる。       | D      | 2015年10月号                | あたし1 | 『あたし、キスした。』シリーズ。 雑誌掲載時、2本立てで掲載。 |
| 8  | はつこいマーメイド         | D      | 2015年10月号                | あたし1 | 『あたし、キスした。』シリーズ。 雑誌掲載時、2本立てで掲載。 |
| 9  | 星くずとヘッドフォン       | D      | 2015年12月号                | あたし1 | 『あたし、キスした。』シリーズ。                             |
| 10 | 海色電車                   | D      | 2016年3月号                 | あたし2 | 『あたし、キスした。』シリーズ。                             |
| 11 | 花になる                   | D      | 2016年5月号別冊付録『Pink』 | あたし2 | 『あたし、キスした。』シリーズ。                             |
| 12 | blue                       | D      | 2016年7月号別冊付録『Pink』 | あたし2 | 『あたし、キスした。』シリーズ。                             |
| 13 | 終わらない夏休み           | D      | 2016年9月号別冊付録『Pink』 | あたし2 | 『あたし、キスした。』シリーズ。                             |
| 14 | パープルムーンが輝く夜に。 | D      | 2021年1月号別冊付録『Blue』 | 未      |                                                              |

### イラスト
- 先輩、これって恋ですか？（著：水沢ゆな、野いちご文庫、スターツ出版、2020年7月25日発売[8]、ISBN 978-4-8137-0940-4）

### 書籍
講談社〈KCデザート〉
- あたし、キスした。（2016年刊、全2巻）
  1. 2016年1月13日発売、ISBN 978-4-06-365850-7 - 初のコミックス。
  2. 2016年8月12日発売、ISBN 978-4-06-365876-7

- 放課後、恋した。（2017年 - 2020年刊、全8巻）
  1. 2017年6月13日発売、ISBN 978-4-06-365913-9
  2. 2017年11月13日発売、ISBN 978-4-06-510416-3
  3. 2018年3月13日発売、ISBN 978-4-06-511083-6
  4. 2018年10月12日発売、ISBN 978-4-06-513172-5
  5. 2019年3月13日発売、ISBN 978-4-06-514964-5
  6. 2019年8月9日発売、ISBN 978-4-06-516718-2
  7. 2020年1月10日発売、ISBN 978-4-06-518228-4
  8. 2020年6月11日発売、ISBN 978-4-06-519754-7

講談社〈KCデラックス〉
- どうせ、恋してしまうんだ。（2021年 - 刊、既刊12巻）※2025年8月12日現在。

### アンソロジー
- イイカラダvol.1 別フレ×デザートワンテーマコレクション[18] - 電子書籍限定配信。
  - 「放課後、恋した。」第1話収録。
- イイカラダvol.2 別フレ×デザートワンテーマコレクション[19] - 電子書籍限定配信。
  - 「放課後、恋した。」第2話収録。
- イイカラダvol.3 別フレ×デザートワンテーマコレクション[20] - 電子書籍限定配信。
  - 「放課後、恋した。」第3話収録。
- イイカラダvol.4 別フレ×デザートワンテーマコレクション[21] - 電子書籍限定配信。
  - 「放課後、恋した。」第4話収録。表紙も担当[注釈 1]。
- イイカラダvol.5 別フレ×デザートワンテーマコレクション[22] - 電子書籍限定配信。
  - 「放課後、恋した。」第5話収録。
- イイカラダvol.6 別フレ×デザートワンテーマコレクション[23] - 電子書籍限定配信。
  - 「放課後、恋した。」第6話収録。
- イイカラダvol.7 別フレ×デザートワンテーマコレクション[24] - 電子書籍限定配信。
  - 「放課後、恋した。」第7話収録。
- イイカラダvol.8 別フレ×デザートワンテーマコレクション[25] - 電子書籍限定配信。
  - 「放課後、恋した。」第8話収録。表紙も担当[注釈 2]。